# 김창수 (정치인)
김창수(金昌壽, 1940년 1월 1일~)는 조선민주주의인민공화국의 정치인이다. 중앙통계국 국장 겸 조선로동당 중앙위원회 중앙검사위원회 위원장이다. 최고인민회의 제12기 대의원 겸 중앙통계국장이다.

## 경력
1990년 3월 중앙통계국 처장을 거쳐 1996년 3월 이후 중앙통계국 국장으로 있다. 2010년 9월 당 중앙검사위원회 위원장 겸 위원으로 선출되었다.

## 최고인민회의 대의원
1998년 최고인민회의 제10기 대의원과 2003년 제11기 대의원 겸 중앙통계국장을 지냈으며, 2009년 4월이후 제12기 대의원 겸 중앙통계국장으로 있다.

## 수훈
2003년 4월 김일성훈장을 받았다.

## 기타
2011년 김정일 사망 당시에 국가 장의위원회 위원을 맡았다.